# Sindrome di Terson
La sindrome di Terson è il verificarsi di una emorragia nel corpo vitreo dell'occhio umano, in associazione con una emorragia subaracnoidea. L'emorragia del vitreo dell'occhio può verificarsi anche in associazione con emorragia intracranica e aumento della pressione intracranica.
Nell'emorragia subaracnoidea, il 13% dei pazienti è affetto dalla sindrome Terson che comporta un rischio di prognosi infausta notevolmente aumentato.
Il primo studio è stato effettuato dal medico oculista tedesco Moritz Litten nel 1881. Tuttavia il nome dell'oculista francese Albert Terson è più comunemente associato con la condizione dopo una sua relazione del 1900.